# 5108 Lübeck
Az 5108 Lübeck (ideiglenes jelöléssel 1987 QG2) a Naprendszer kisbolygóövében található aszteroida. Eric Walter Elst fedezte fel 1987. augusztus 21-én.